# Circourt
Pour l’article homonyme, voir Circourt (Meurthe-et-Moselle).
Circourt est une commune française située dans le département des Vosges, en région Grand Est. Il convient de la distinguer de la commune de Circourt-sur-Mouzon proche de Neufchâteau.
Ses habitants sont appelés les Circourtiens. On les appelait les Loups au XIXe siècle.

### Localisation

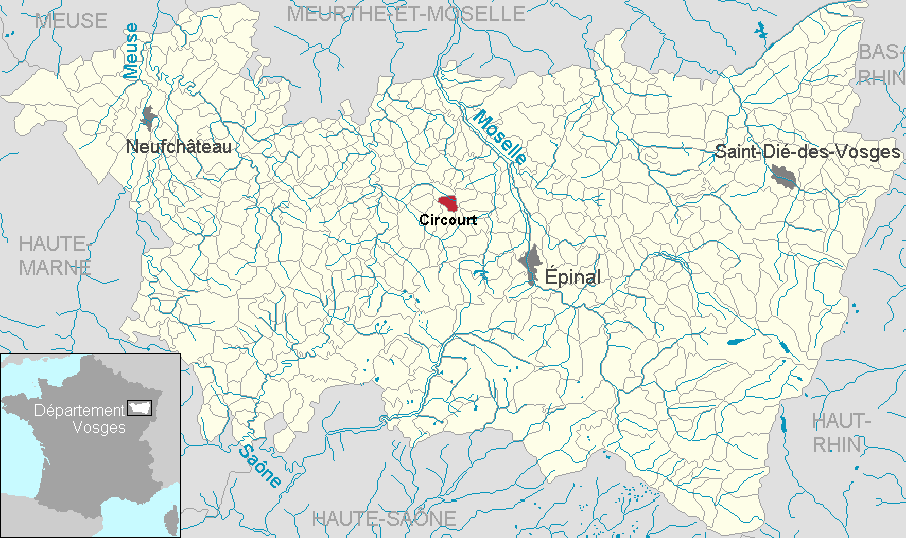
Localisation dans le département.

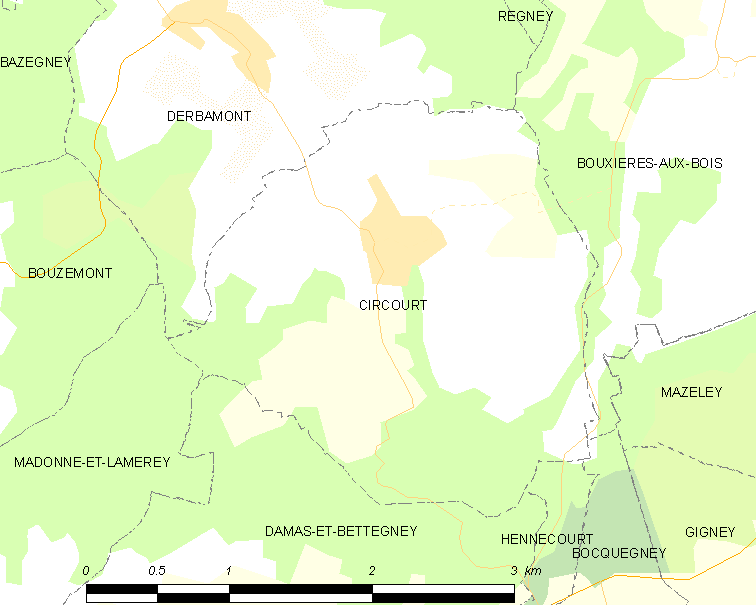
Situation géographique de Circourt.

## Géographie

### Géologie et relief
Espaces naturels :
- Deux zones naturelles d'intérêt écologique, faunistique et floristique (Znieff) :

Gîtes à chiroptères de Bazegney, Bouzemont et Madonne-et-Lamerey,
Vergers de Mirecourt.

### Hydrographie et les eaux souterraines
Hydrogéologie et climatologie : Système d’information pour la gestion des eaux souterraines du bassin Rhin-Meuse :
Territoire communal : Occupation du sol (Corinne Land Cover); Cours d'eau (BD Carthage),
Géologie : Carte géologique; Coupes géologiques et techniques,
 Hydrogéologie : Masses d'eau souterraine; BD Lisa; Cartes piézométriques.

#### Réseau hydrographique
La commune est située dans le bassin versant du Rhin au sein du bassin Rhin-Meuse. Elle est drainée par le ruisseau le Robert, le Ru de Vau et le ruisseau des Pres de Virine,.
Le Robert, d'une longueur totale de 11,2 km, prend sa source dans la commune  et se jette dans le ruisseau de la Gitte à Racécourt, en limite avec Dompaire, après avoir traversé six communes.

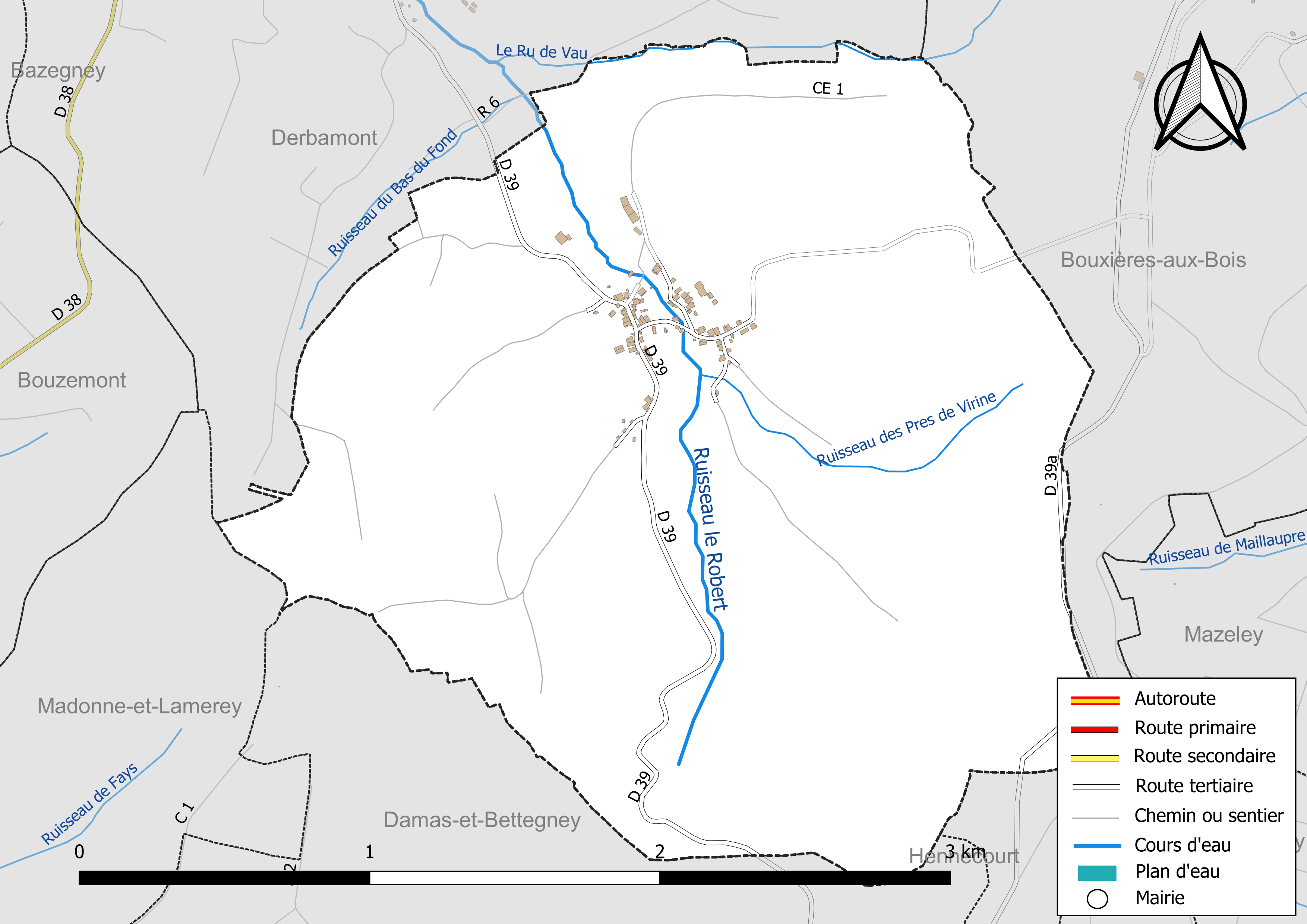
Réseaux hydrographique et routier de Circourt.

#### Gestion et qualité des eaux
Le territoire communal est couvert par le schéma d'aménagement et de gestion des eaux (SAGE) « Nappe des Grès du Trias Inférieur ». Ce document de planification, dont le territoire comprend le périmètre de la zone de répartition des eaux de la nappe des Grès du trias inférieur (GTI), d'une superficie de 1 497 km2,  est en cours d'élaboration. L’objectif poursuivi est de stabiliser les niveaux piézométriques de la nappe des GTI et atteindre l'équilibre entre les prélèvements et la capacité de recharge de la nappe. Il doit être cohérent avec les objectifs de qualité définis dans les SDAGE Rhin-Meuse et Rhône-Méditerranée. La structure porteuse de l'élaboration et de la mise en œuvre est le conseil départemental des Vosges.
La qualité des eaux de baignade et des cours d’eau peut être consultée sur un site dédié géré par les agences de l’eau et l’Agence française pour la biodiversité.

### Climat
Pour des articles plus généraux, voir Climat du Grand Est et Climat des Vosges.
En 2010, le climat de la commune est de type climat de montagne, selon une étude du Centre national de la recherche scientifique s'appuyant sur une série de données couvrant la période 1971-2000. En 2020, Météo-France publie une typologie des climats de la France métropolitaine dans laquelle la commune est exposée à un climat semi-continental et est dans la région climatique  Lorraine, plateau de Langres, Morvan, caractérisée par un hiver rude (1,5 °C), des vents modérés et des brouillards fréquents en automne et hiver. 
Pour la période 1971-2000, la température annuelle moyenne est de 9,6 °C, avec une amplitude thermique annuelle de 17 °C. Le cumul annuel moyen de précipitations est de 1 076 mm, avec 13,1 jours de précipitations en janvier et 10,3 jours en juillet. Pour la période 1991-2020, la température moyenne annuelle observée sur la station météorologique de Météo-France la plus proche, « Dommartin-aux-Bois_sapc », sur la commune de Dommartin-aux-Bois à 11 km à vol d'oiseau, est de 10,6 °C et le cumul annuel moyen de précipitations est de 908,9 mm. 
La température maximale relevée sur cette station est de 39,4 °C, atteinte le 25 juillet 2019 ; la température minimale est de −17,5 °C, atteinte le 20 décembre 2009,,. 
Les paramètres climatiques de la commune ont été estimés pour le milieu du siècle (2041-2070) selon différents scénarios d'émission de gaz à effet de serre à partir des nouvelles projections climatiques de référence DRIAS-2020. Ils sont consultables sur un site dédié publié par Météo-France en novembre 2022.

## Urbanisme

### Typologie
Au 1er janvier 2024, Circourt est catégorisée commune rurale à habitat très dispersé, selon la nouvelle grille communale de densité à sept niveaux définie par l'Insee en 2022.
Elle est située hors unité urbaine. Par ailleurs la commune fait partie de l'aire d'attraction d'Épinal, dont elle est une commune de la couronne,. Cette aire, qui regroupe 118 communes, est catégorisée dans les aires de 50 000 à moins de 200 000 habitants,.

### Occupation des sols
L'occupation des sols de la commune, telle qu'elle ressort de la base de données européenne d’occupation biophysique des sols Corine Land Cover (CLC), est marquée par l'importance des territoires agricoles (68,4 % en 2018), en diminution par rapport à 1990 (73 %). La répartition détaillée en 2018 est la suivante : 
prairies (49 %), forêts (27,3 %), terres arables (19,5 %), zones urbanisées (4,2 %). L'évolution de l’occupation des sols de la commune et de ses infrastructures peut être observée sur les différentes représentations cartographiques du territoire : la carte de Cassini (XVIIIe siècle), la carte d'état-major (1820-1866) et les cartes ou photos aériennes de l'IGN pour la période actuelle (1950 à aujourd'hui).

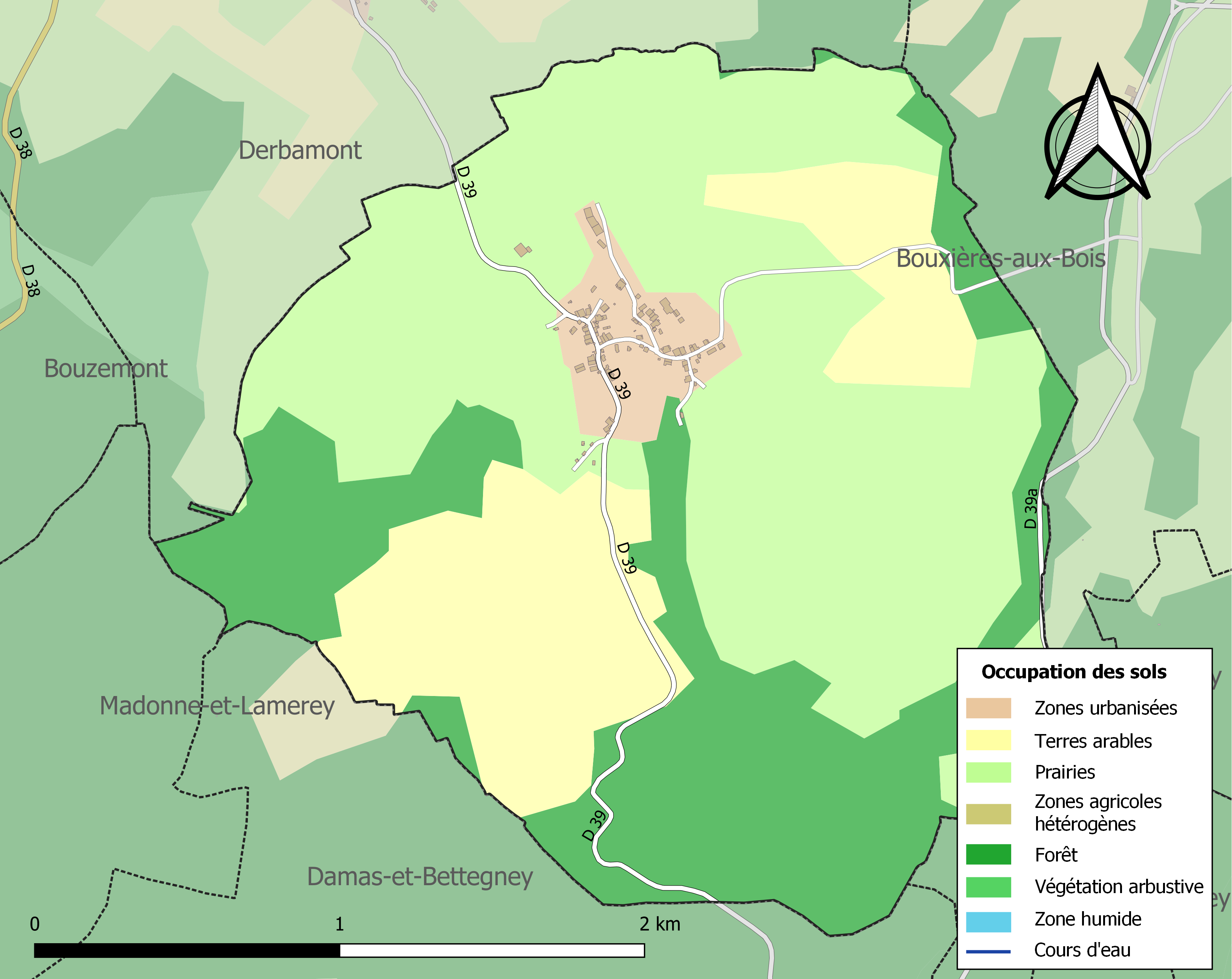
Carte des infrastructures et de l'occupation des sols de la commune en 2018 (CLC).

### Voies de communications et transports

#### Voies routières
- La commune est à 3,6 km de Bouxières-aux-Bois, 6 de Bouzemont, 6,5 de Hennecourt, 7,3 de Regney et 19 d'Épinal[20].
- A31 (aussi appelée autoroute de Lorraine-Bourgogne). Échangeur Bulgnéville, Vittel.

#### Transports en commun
- Fluo Grand Est.

#### Lignes SNCF
- Gare de Châtel - Nomexy
- Gare de Thaon
- Gare de Charmes

#### Transports aériens
- Aéroport d'Épinal-Mirecourt « Vosges Aéroport ».

À partir de l'été 2021, l’aéroport d’Épinal-Mirecourt devient le pélicandrome de la Zone Est et servira ainsi de base de ravitaillement et d’intervention pour les avions bombardiers d’eau Q Series ou de Havilland Canada DHC-8, aussi connu sous le nom de Dash 8.

## Toponymie
Le nom de la localité est attesté sous les formes Ciricis curtis (1053) ; ? Ceveroncourt (1332) ; Sirocourt (XIVe siècle) ; Sirecourt (1481) ; Girecourt, corr. Sirecourt (1594) ; Cirecourt (XVIe siècle) ; Cirocour (1656) ; Circourt ou Sircourt (1711) ; Circourt ou Cercourt (1753) ; Circourt-en-Vôge ou Cercourt (1779) ; Circour (XVIIIe siècle).

## Histoire
La première mention de toponyme de Circourt (Ceveroncourt) pourrait dater de 1332. Circourt faisait partie du ban de Derbamont et n’était en 1711 qu’un hameau avec une chapelle sous l’invocation de saint Claude, qui elle-même dépendait de Derbamont.
Bénite le 14 juillet 1933, la croix de Virine a été érigée à la demande du Pape Pie XI qui demandait, dans une encyclique de développer le « culte de la croix ».

## Politique et administration

### Découpage territorial
Par arrêté préfectoral du 15 septembre 2023, la commune est retirée le 1er janvier 2024 de l'arrondissement d'Épinal et rattachée à l'arrondissement de Neufchâteau.

### Liste des maires
| Période                                  | Période   | Identité          | Étiquette | Qualité     |
| ---------------------------------------- | --------- | ----------------- | --------- | ----------- |
| Les données manquantes sont à compléter. |           |                   |           |             |
| mars 1965                                | juin 1995 | Gilbert Jeandel   |           | Agriculteur |
| juin 1995                                | mars 2014 | Jean-Pierre Ruaux | DVD       |             |
| mars 2014                                | mai 2020  | David Majorel     |           |             |
| mai 2020                                 | En cours  | Emilien Jeandel   |           |             |

### Budget et fiscalité 2022
En 2022, le budget de la commune était constitué ainsi :
- total des produits de fonctionnement : 117 000 €, soit 1 386 € par habitant ;
- total des charges de fonctionnement : 105 000 €, soit 1 240 € par habitant ;
- total des ressources d'investissement : 30 000 €, soit 357 € par habitant ;
- total des emplois d'investissement : 36 000 €, soit 427 € par habitant ;
- endettement : 273 000 €, soit 3 679 € par habitant.

Avec les taux de fiscalité suivants :
- taxe d'habitation : 26,56 % ;
- taxe foncière sur les propriétés bâties : 46,06 % ;
- taxe foncière sur les propriétés non bâties : 39,84 % ;
- taxe additionnelle à la taxe foncière sur les propriétés non bâties : 0,00 % ;
- cotisation foncière des entreprises : 0,00 %.

Chiffres clés Revenus et pauvreté des ménages en 2021 : médiane en 2021 du revenu disponible, par unité de consommation.

## Population et société

### Démographie
L'évolution du nombre d'habitants est connue à travers les recensements de la population effectués dans la commune depuis 1793. Pour les communes de moins de 10 000 habitants, une enquête de recensement portant sur toute la population est réalisée tous les cinq ans, les populations de référence des années intermédiaires étant quant à elles estimées par interpolation ou extrapolation. Pour la commune, le premier recensement exhaustif entrant dans le cadre du nouveau dispositif a été réalisé en 2006.

En 2022, la commune comptait 80 habitants, en évolution de −9,09 % par rapport à 2016 (Vosges : −2,96 %, France hors Mayotte : +2,11 %).
| 1793 | 1800 | 1806 | 1821 | 1831 | 1836 | 1841 | 1846 | 1856 |
| ---- | ---- | ---- | ---- | ---- | ---- | ---- | ---- | ---- |
| 127  | 237  | 264  | 294  | 279  | 312  | 320  | 338  | 313  |

| 1861 | 1866 | 1876 | 1881 | 1886 | 1891 | 1896 | 1901 | 1906 |
| ---- | ---- | ---- | ---- | ---- | ---- | ---- | ---- | ---- |
| 305  | 306  | 283  | 271  | 271  | 250  | 237  | 228  | 215  |

| 1911 | 1921 | 1926 | 1931 | 1936 | 1946 | 1954 | 1962 | 1968 |
| ---- | ---- | ---- | ---- | ---- | ---- | ---- | ---- | ---- |
| 192  | 159  | 172  | 167  | 149  | 127  | 102  | 110  | 101  |

| 1975 | 1982 | 1990 | 1999 | 2006 | 2011 | 2016 | 2021 | 2022 |
| ---- | ---- | ---- | ---- | ---- | ---- | ---- | ---- | ---- |
| 79   | 75   | 81   | 89   | 93   | 78   | 88   | 82   | 80   |

## Économie

### Entreprises et commerces

#### Agriculture
- Élevage de vaches laitières.
- Élevage d'autres bovins et de buffles.

#### Tourisme
- Hébergements et restauration à Dompaire, Mazeley, Bazegney.

#### Commerces
- Commerces et services de proximité à Bouxières-aux-Bois, Damas-et-Betegney, Dompaire, Darnieulles.

## Culture locale et patrimoine

### Lieux et monuments

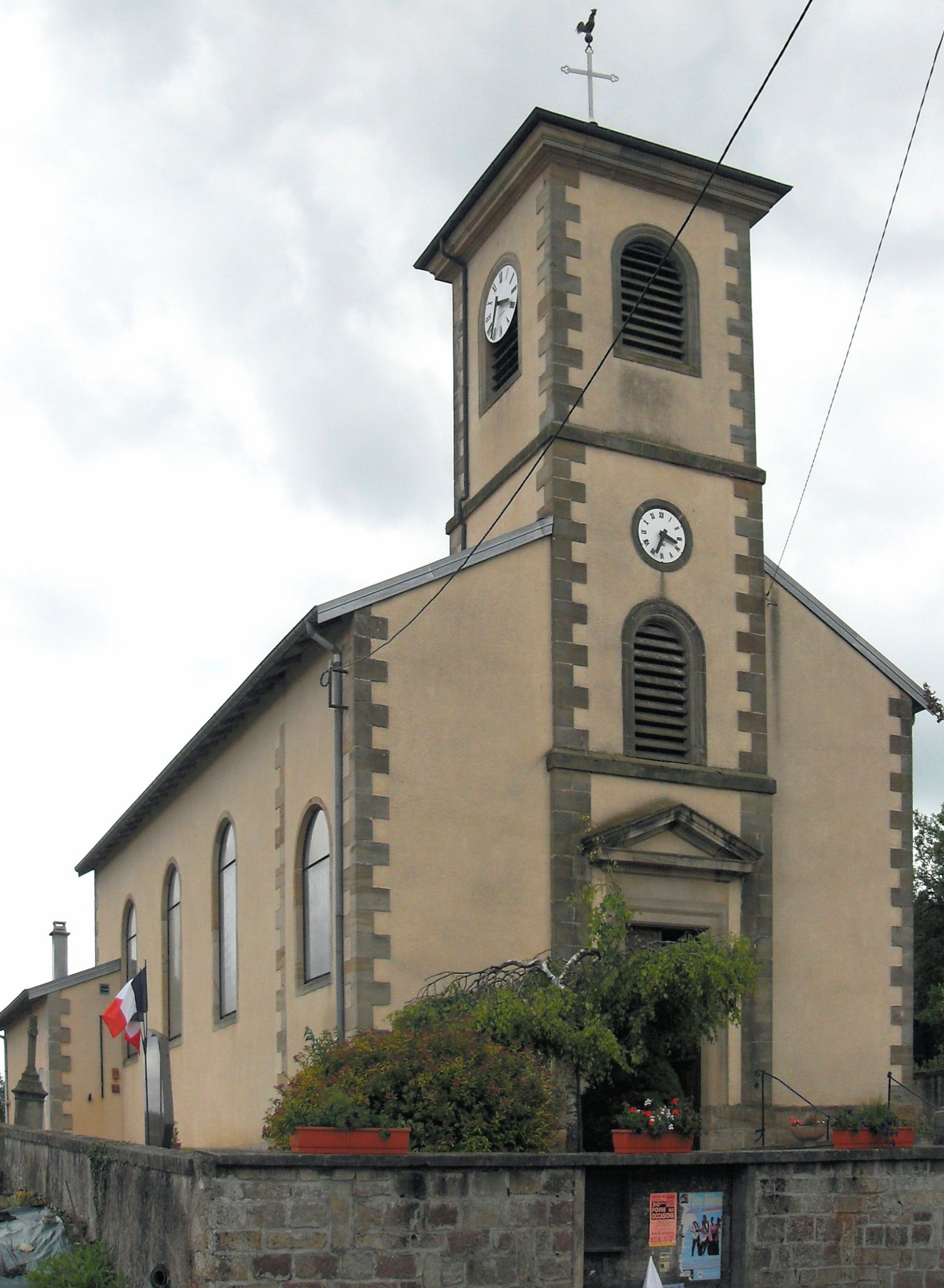
L'église Saint-Claude.
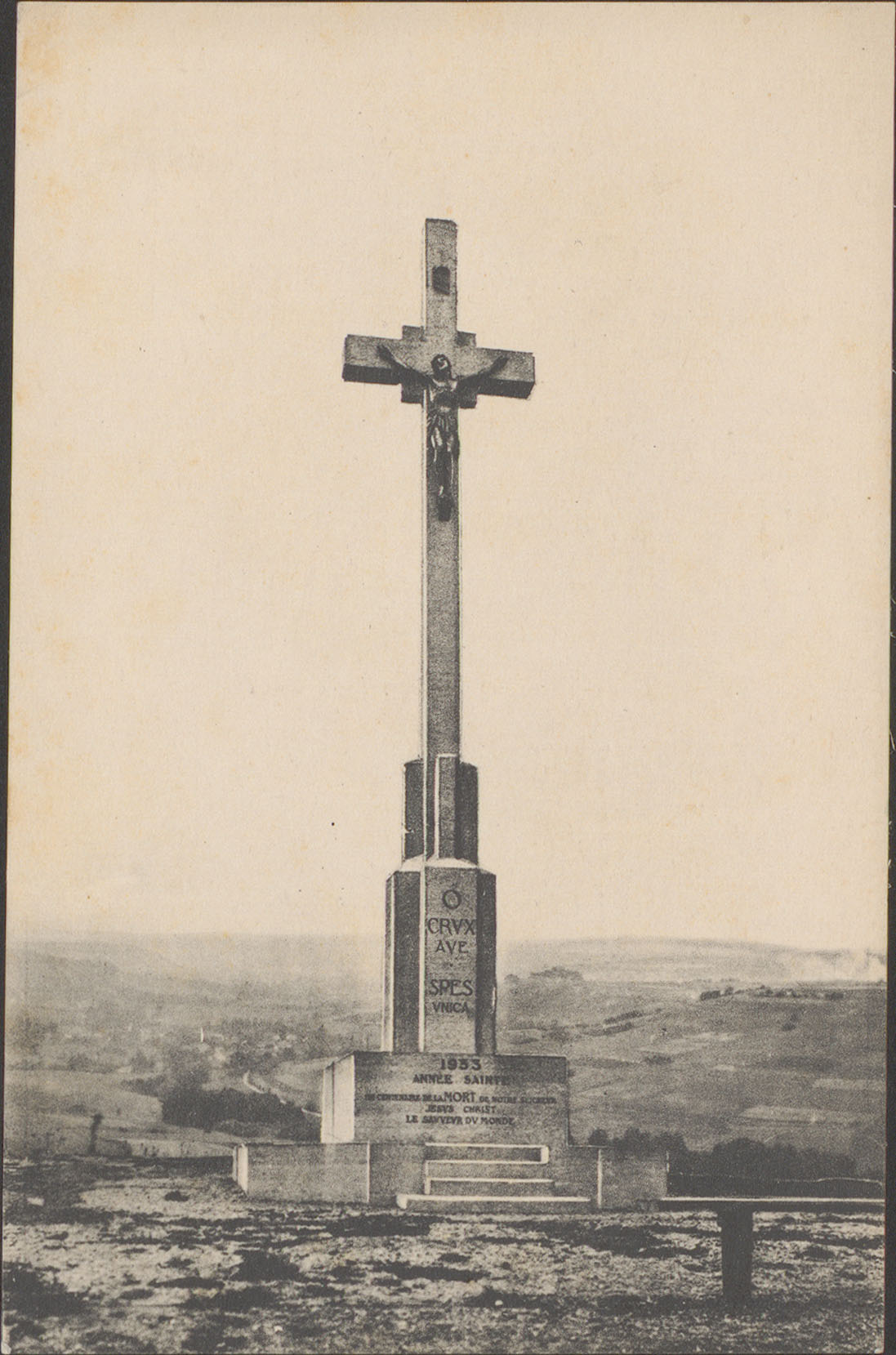
La Croix de Virine et son point de vue.
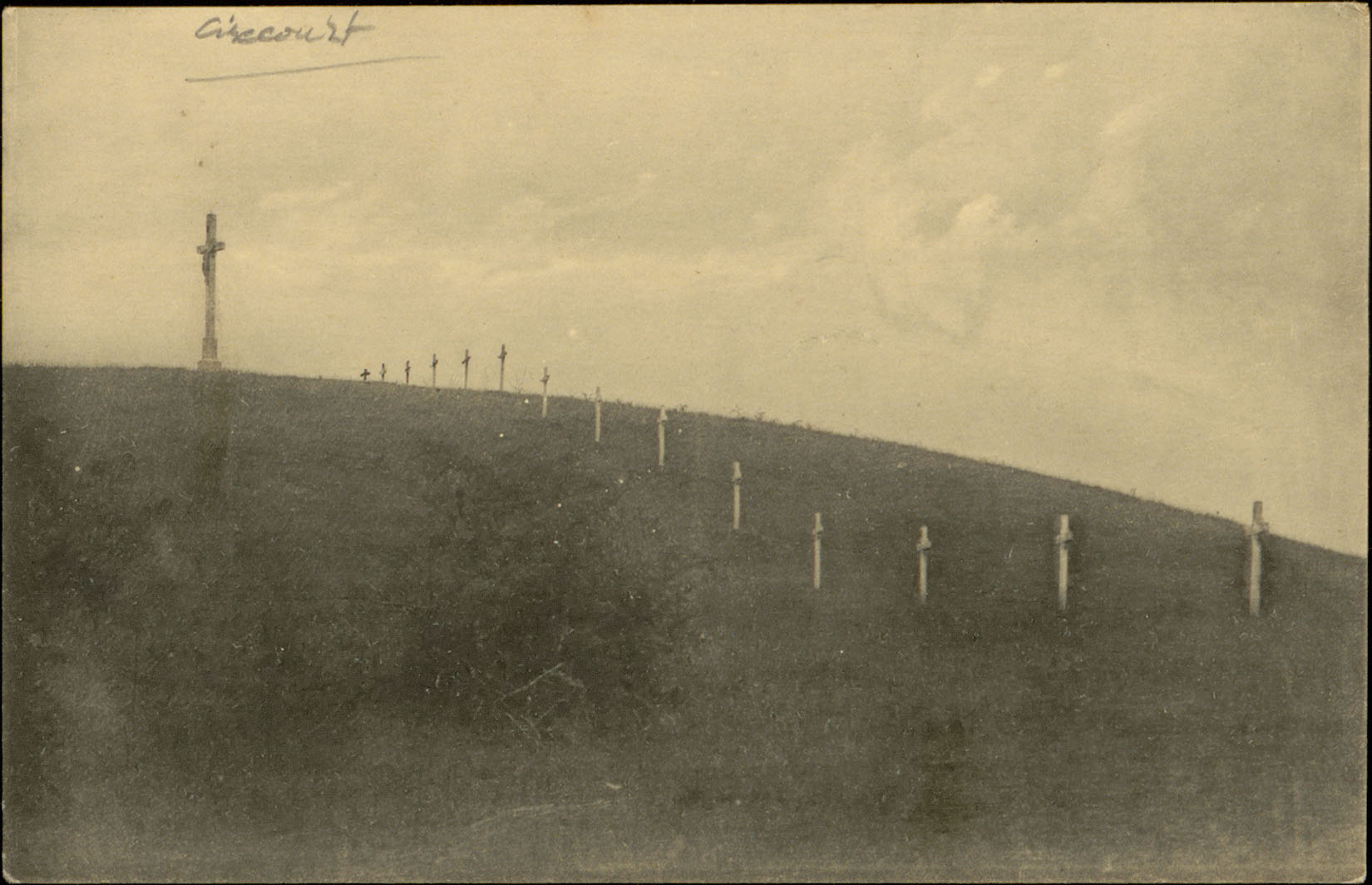
Carte postale représentant le chemin des Croix sur la côte Virine.

- L'église Saint-Claude date de 1860[35].
- Monument aux morts[36],[37],[38].
- Point de vue de la Croix de Virine[39].
- Fontaine-lavoir-abreuvoir[40].
- Source des Saumeurs[41].

### Héraldique, logotype et devise
Commune sans blason.

## Pour approfondir